# Panteleimon Romanov

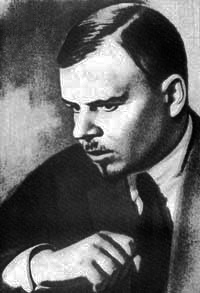
Panteleimon Sergejevitsj Romanov

 Panteleimon Sergejevitsj Romanov  (Russisch: Пантелеймон Сергеевич Романов) (Petrovskoje, (Oblast Toela), 5 augustus 1884 – Moskou, 8 april 1938) was een Russisch schrijver.

## Leven en werk
Romanov stamde uit een familie van grootgrondbezitters en studeerde rechten in Moskou. Als schrijver liet hij zich aanvankelijk sterk beïnvloeden door  Dostojevski, Gogol en Tolstoj. Medio jaren twintig schreef hij nog een pretentieuze realistische roman over het vooroorlogse Rusland (“Rusland”, 1924-1926), in een periode toen dat al sterk in onbruik was.
Bekendheid verwierf Romanov met zijn roman “Drie paar zijden kousen” (1931), waarin hij een levendig, onopgesmukt beeld schetst van het leven in de Sovjet-Unie. Andere werken van zijn hand waren “Het nieuwe commando” (1928), “Eigendom” (1933) en het omvangrijke autobiografische “Kinderjaren” (1928).  
Romanov verkreeg in zijn tijd vooral ook naam met zijn kortere verhalen, met name ook door de behandeling van thema’s uit de Russische Revolutie. Verder schreef hij veel humoristische schetsen over het boerenleven en over het leven in Moskou kort na de revolutie, waarmee hij enige decennia geleden ook in het Westen regelmatig bloemlezingen haalde. Zijn “Dagboek van een Sovjethuwelijk” (1928), waarin hij vraagstukken van huwelijk, liefde en seks behandelt in een tijd dat de traditionele morele waarden in onbruik raakten, viel minder in de smaak bij de kritiek.
In de jaren dertig verdween Romanov op een gegeven moment in de verbanning. Hij stierf in 1938, na terugkeer in Moskou, aan leukemie en ligt begraven op de bekende Novodevitsji-begraafplaats, dat bij het Novodevitsji-klooster hoort.